# Biserica Sfântul Gheorghe din Apold
Biserica Sfântul Gheorghe este un monument istoric aflat pe teritoriul satului Apold, comuna Apold. În Repertoriul Arheologic Național, monumentul apare cu codul 115192.03.

## Localitatea
Apold, mai demult Trapold, Apoldu, (în dialectul săsesc Pult sau Puult, în germană Trapold, Trappold, Trapolden, în maghiară Apold) este un sat în județul Mureș, Transilvania, România. Este reședința comunei Apold.
Denumiri în decursul timpului: Apold (1337), Trappolden (1500), Pold (1549) și Travolden (consemnat în 1827) Localitatea este situată pe părâul Șaeș afluent al râului Târnava Mare.

## Istoric și trăsături
Biserica cu hramul „Sfântul Mare Mucenic Gheorghe” a fost construită în anul 1806. Este așezată în partea de răsărit a localității, pe un deal, unde se poate ajunge prin urcarea unei scări cu 69 de trepte din ciment, acoperite de țiglă, fără pereți laterali, construită în anul 1907. Biserica este clădită din piatră și cărămidă, iar acoperișul din țiglă. Are formă de navă și altar poligonal, cu o fereastră centrală spre răsărit și două laterale. Vechile uși împărătești, bun de patrimoniu, se păstrează la casa parohială. Ultimele lucrări de reparații au avut loc între anii 2009-2010: în anul 2009 s-a renovat biserica în exterior, iar în 2010 s-a parchetat, s-au pus lambriuri și geamuri noi.

## Imagini

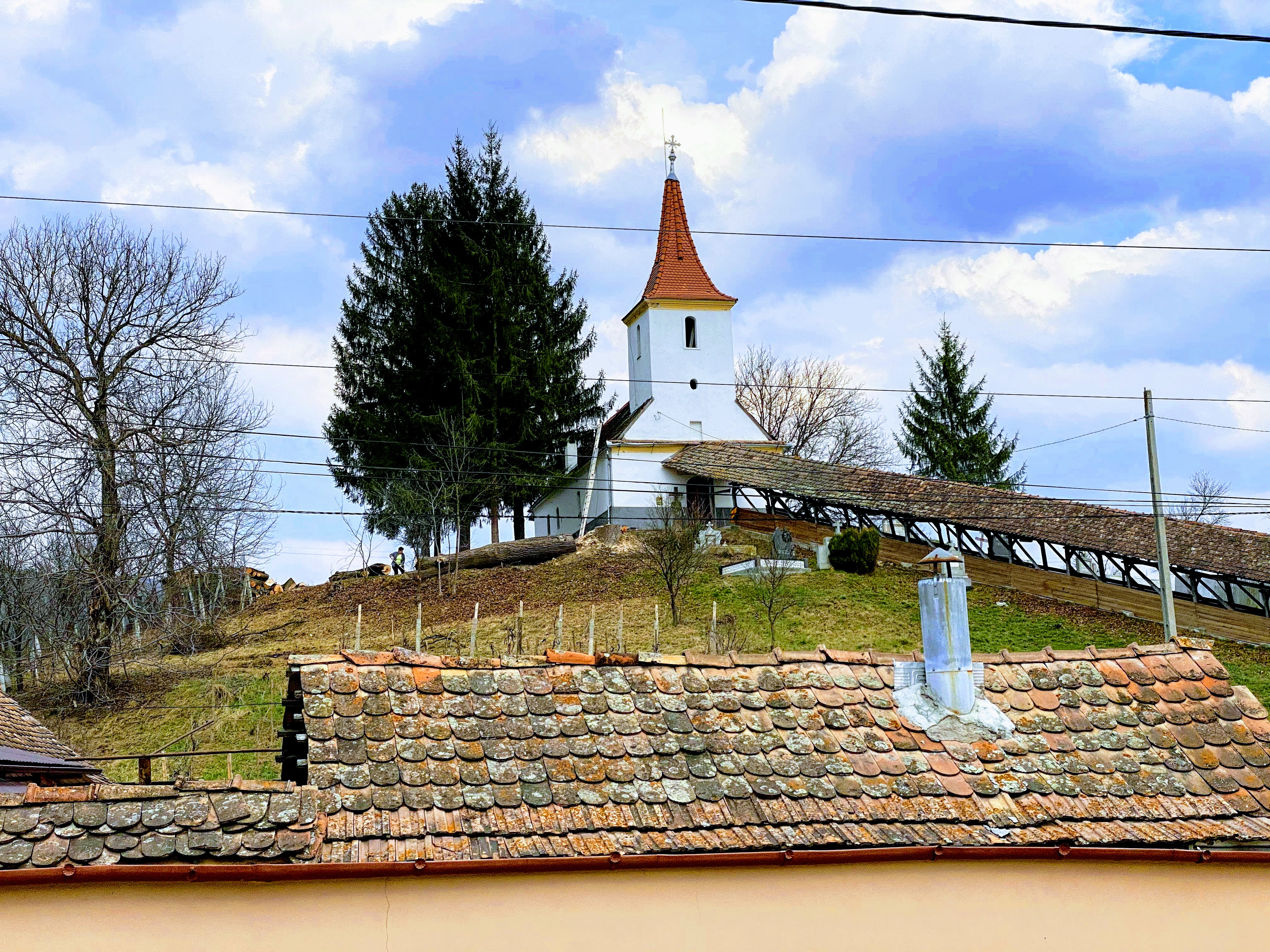
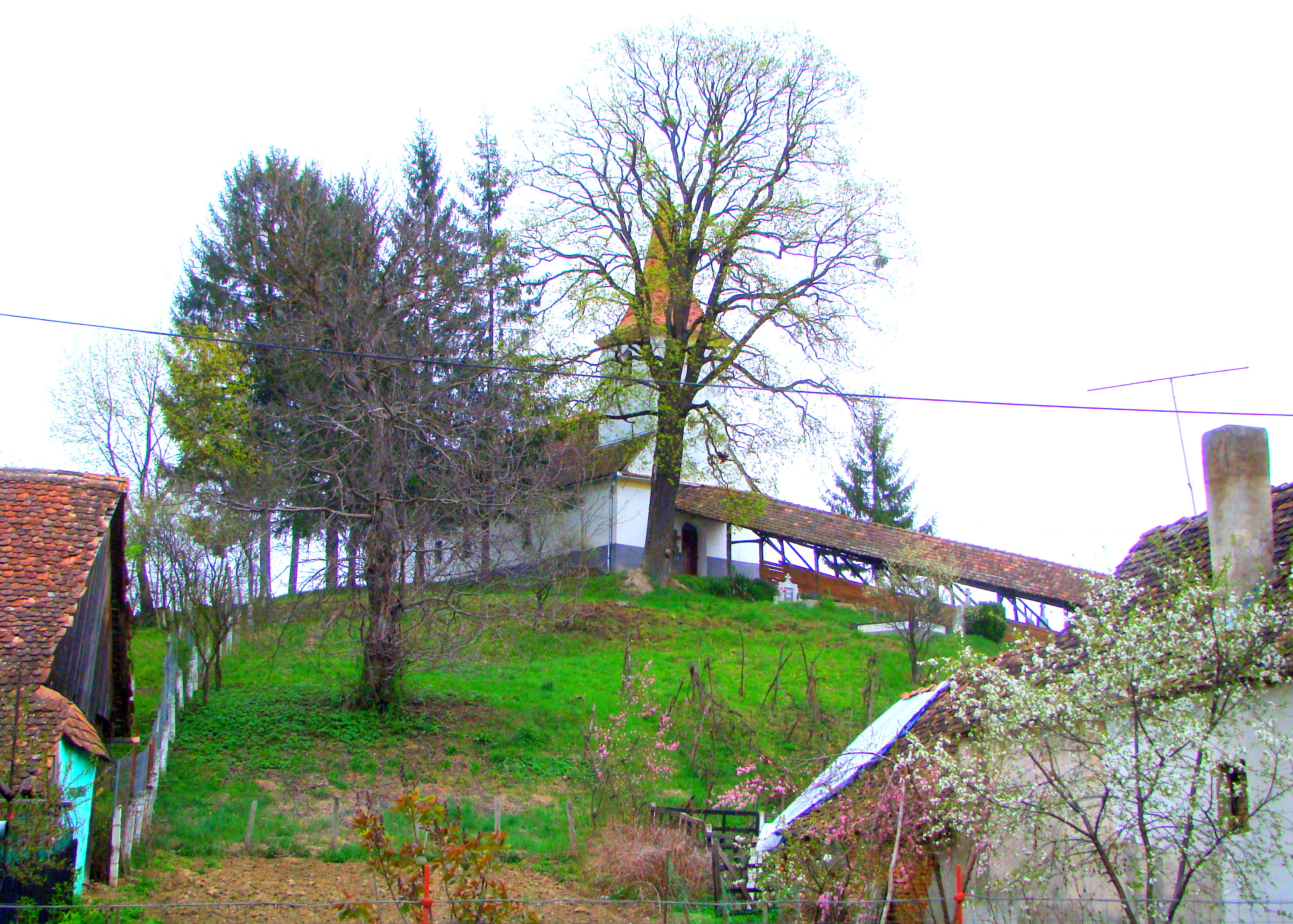
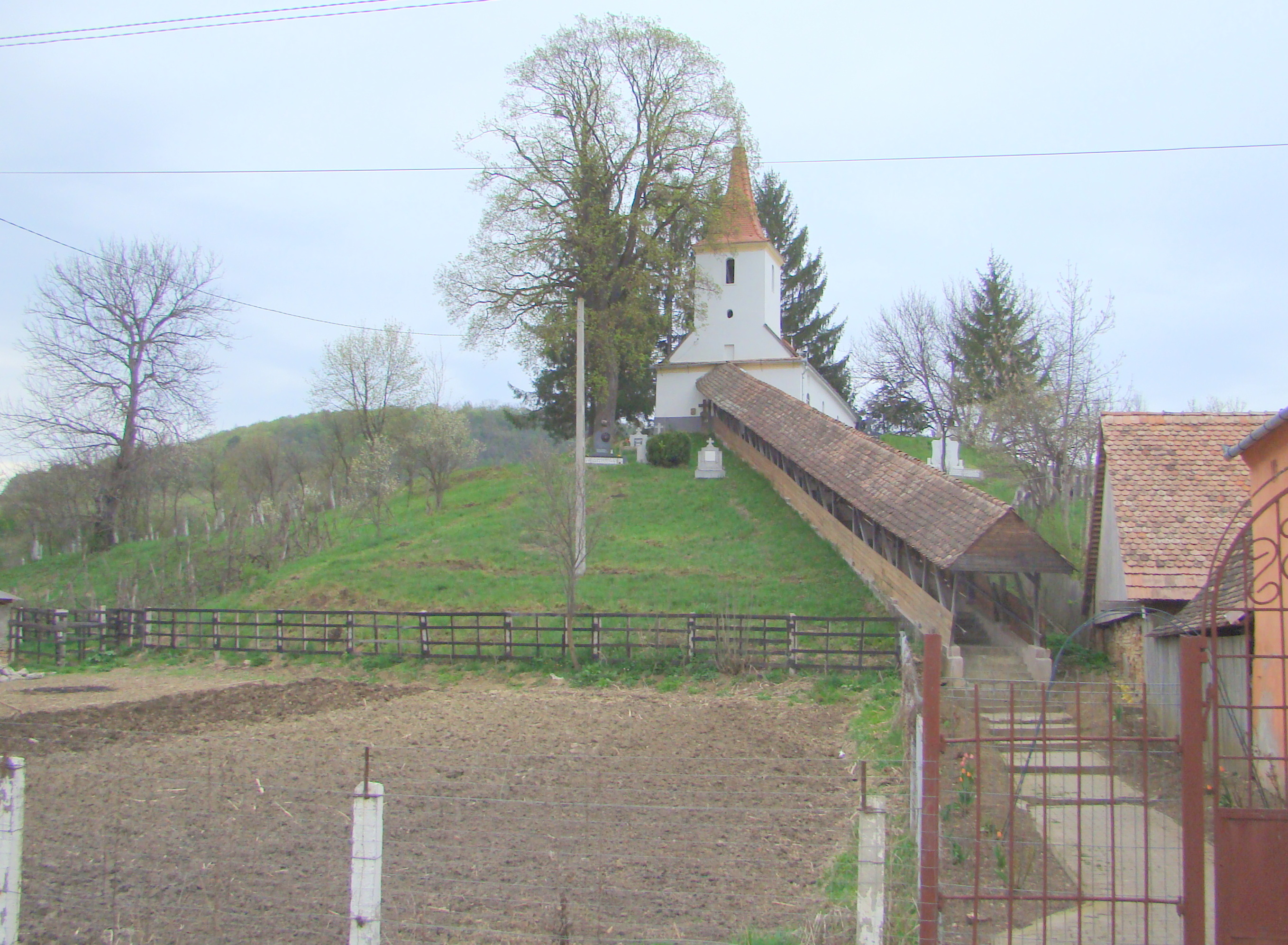
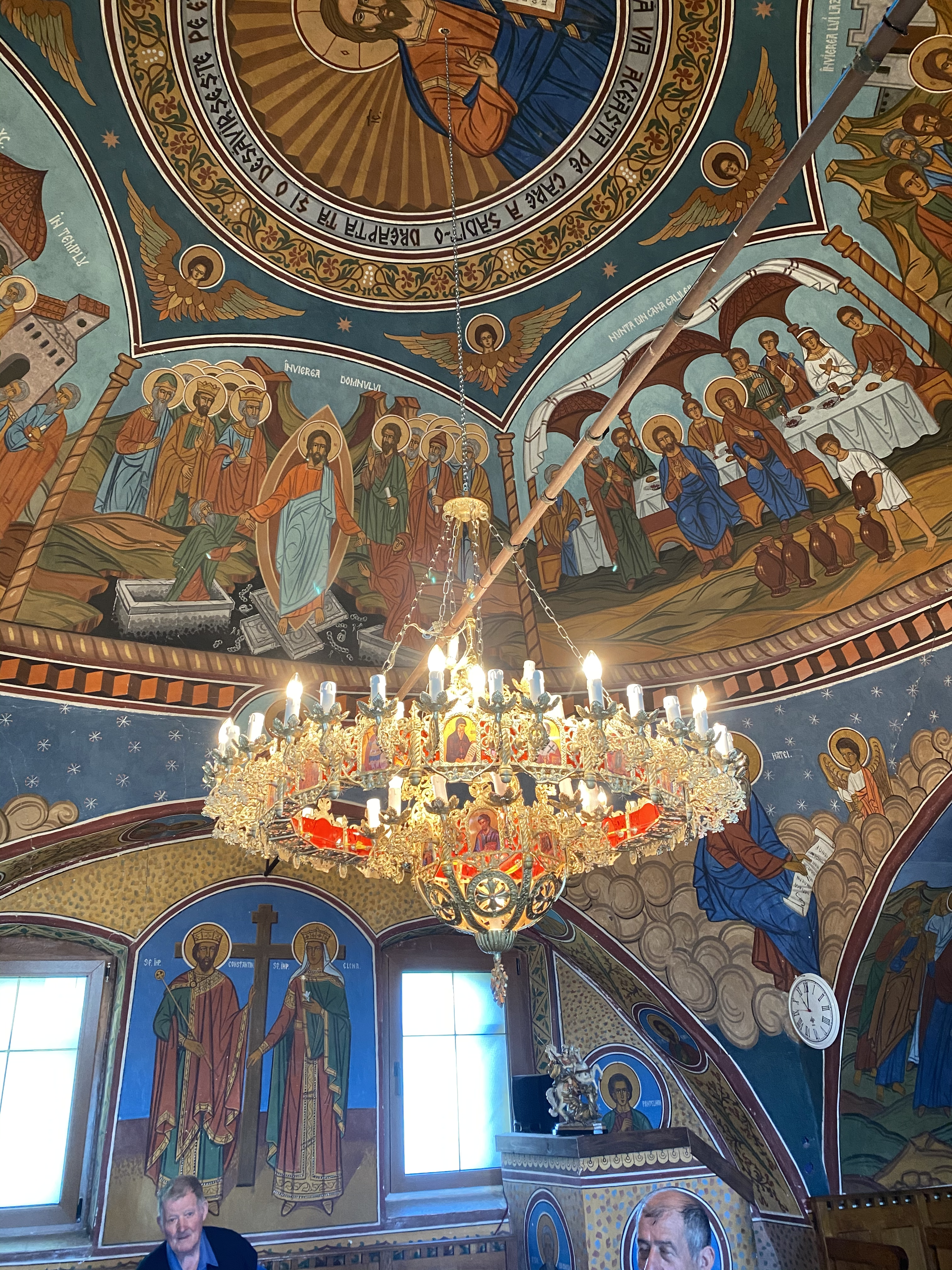
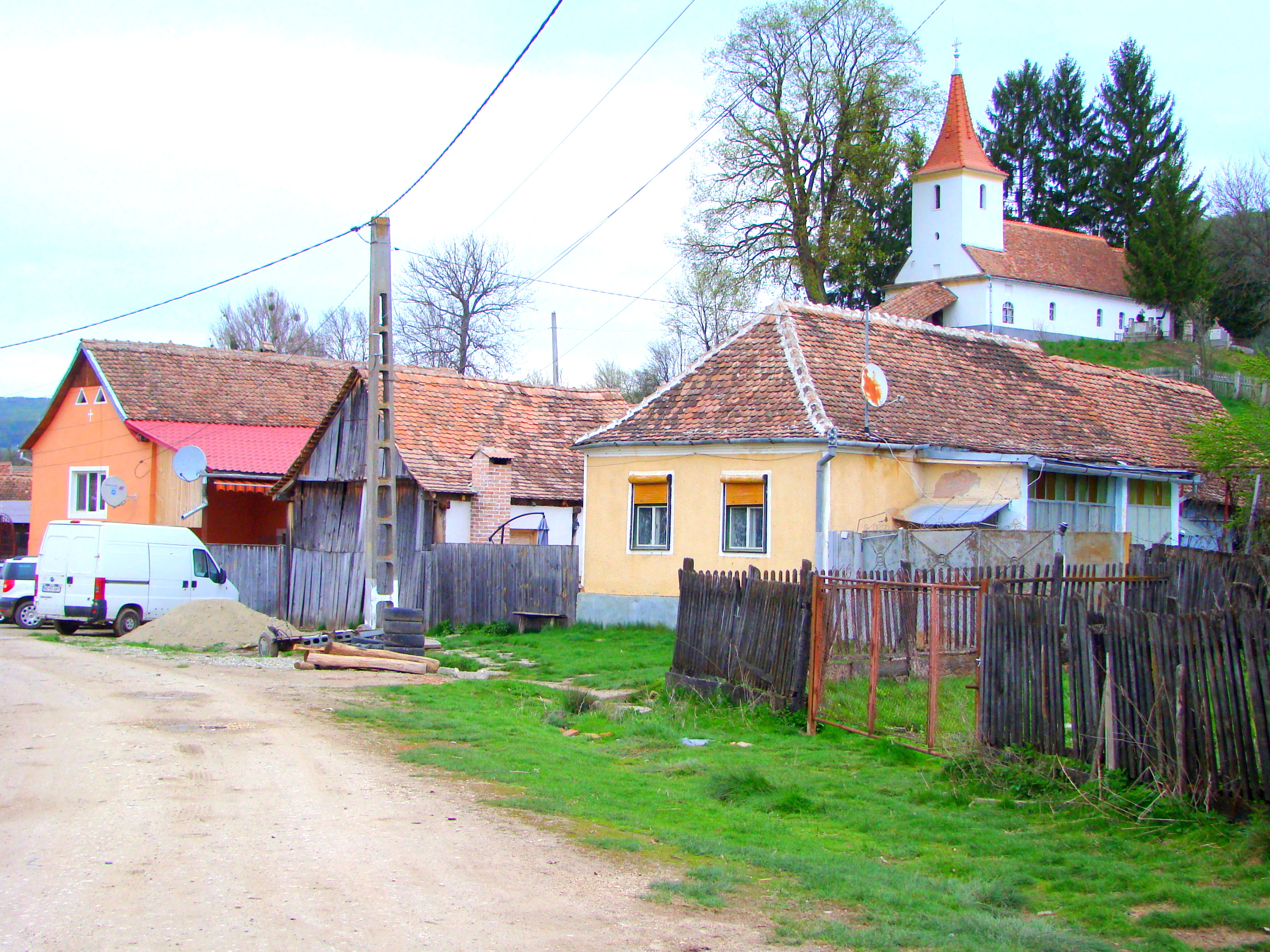
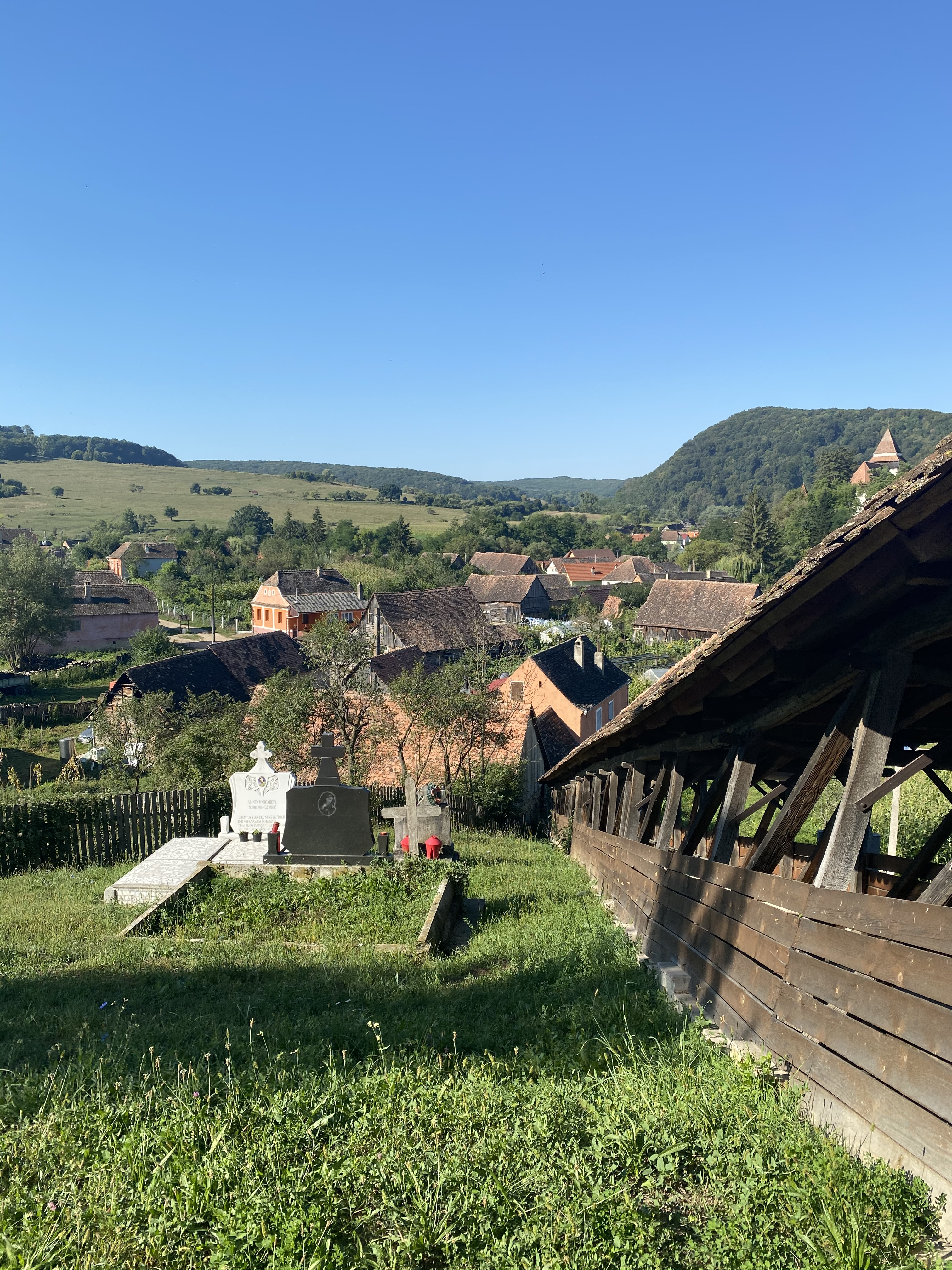
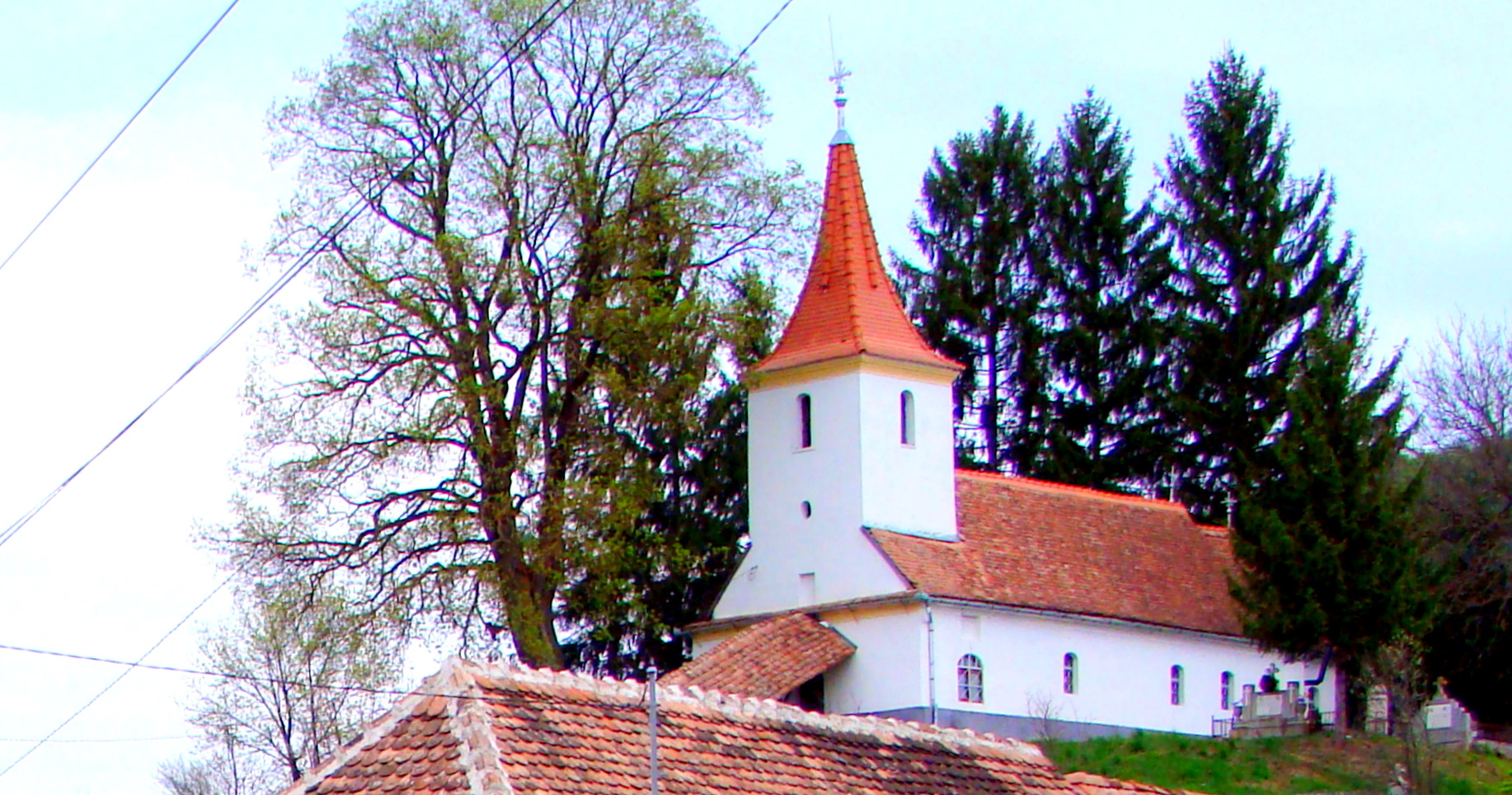